# Pauli Janhonen
Pauli Janhonen, né le 20 octobre 1914 à Jyväskylä et mort le 30 novembre 2007 dans la même ville, est un tireur sportif finlandais.

## Palmarès

### Jeux olympiques
- 1948 à Londres
  -  Médaille d'argent en 300m carabine trois positions [1]